# Sparganothina browni
Espèce
Sparganothina browni est une espèce de papillons de nuit de la famille des Tortricidae.

## Répartition et habitat
Sparganothina browni est décrite du Veracruz, au Mexique.

## Taxinomie
L'espèce Sparganothina browni est décrite par Bernard Landry en 2001.